# テオドリク・ファレトン
テオドリク・ファレトン（オランダ語: Theodoric Valeton、1855年 - 1929年）は、オランダの植物学者である。ジャワ島で働いた。
フローニンゲンで生まれた。フローニンゲン大学で学び1886年に博士号を得た。1891年にジャワ島のパスルアンの砂糖試験場に細菌学者として赴任した。1893年にボイテンゾルグ植物園（後のボゴール植物園）に加わり、1903年から1913年の間、標本館の館長を務めて退職した。1816年から1819年の間、ボイテンゾルグに留まり、ショウガ科の植物の研究を行った。多くの分類学の論文を執筆し、コーデルス（Sijfert Hendrik Koorders:1863-1919）やデュラン（Elias Magloire Durand：1794-1873）が集めた標本をもとに『ジャワの樹種の研究』（"Bijdragen tot de kennis der Boomsoorten op Java"）を執筆した。ハーグで没した。
ブラジル産のValetonia Durand などいくつかの植物に献名されている。